# Merostachys polyantha
Merostachys polyantha är en gräsart som beskrevs av Mcclure. Merostachys polyantha ingår i släktet Merostachys och familjen gräs. Inga underarter finns listade i Catalogue of Life.